# Denzel Valentine
Pour les articles homonymes, voir Valentine.
Denzel Robert Valentine, né le 16 novembre 1993 à Lansing dans le Michigan, est un joueur américain de basket-ball. Il évolue aux postes d'arrière et d'ailier.

## Biographie

### Carrière universitaire
Début novembre, il réalise son premier triple-double de la saison contre les Jayhawks du Kansas lors du Champions Classic. Le 26 novembre 2015, lors de la victoire 99 à 68 contre Boston College, il réalise son deuxième triple-double de la saison avec 29 points, 11 rebonds et 10 passes décisives. En décembre 2015, il se blesse au genou gauche et doit manquer trois semaines de compétition.
En mars 2016, Valentine reçoit le trophée de meilleur joueur de la Big Ten Conference.
Avec Michigan State, il participe à la March Madness 2016. À la fin du mois de mars, il est nommé dans le meilleur cinq majeur de la saison NCAA aux côtés de Malcolm Brogdon, Buddy Hield, Brice Johnson et Tyler Ulis. Le 1er avril 2016, il est nommé meilleur joueur universitaire de l'année par l’Associated Press.

### Carrière professionnelle

#### Bulls de Chicago (2016-2021)
Le 23 juin 2016, Valentine est sélectionné par les Bulls de Chicago à la 14e position de la draft 2016 de la NBA. Le 16 juillet 2016, il signe son contrat rookie avec les Bulls. Deux jours plus tard, Valentine rentre un tir en se retournant avant la fin du temps réglementaire et donne la victoire aux Bulls 84 à 82 après prolongation contre les Timberwolves du Minnesota lors de la finale de la Las Vegas Summer League.
En octobre 2016, il se fait une entorse à la cheville et doit manquer deux semaines de préparation. Le 2 janvier 2017, Valentine, qui a joué seulement quatre minutes au total sur les sept derniers matches, joue 18 minutes contre les Hornets de Charlotte et marque ses trois premiers tirs à trois points, terminant avec son meilleur total de la saison, neuf points. Il sort avec une blessure à la cheville en deuxième mi-temps et les Bulls remportent ce match 118 à 111. Le 10 janvier 2017, il bat de nouveau son record de points avec 19 unités et cinq paniers à trois points lors de la défaite 101 à 99 chez les Wizards de Washington. Entre le 28 janvier et le 4 février 2017, Valentine est envoyé deux fois chez les Bulls de Windy City, l'équipe de D-League affiliée aux Bulls de Chicago. Le 18 mars 2017, Valentine réalise son premier double-double en carrière avec 11 points et 12 rebonds lors de la victoire 95 à 86 contre le Jazz de l'Utah.
Le 26 novembre 2017, Valentine marque 14 points et bat deux records personnels avec 13 rebonds et sept passes décisives lors de la défaite de 100 à 93 au Heat de Miami. Le 18 janvier 2018, il marque 19 points contre les Rockets de Houston. Deux jours plus tard, il bat son record de points avec 20 unités lors de la victoire 122 à 119 après deux prolongations contre les Knicks de New York. Le 17 mars 2018, il marque huit paniers à trois points pour finir la rencontre avec 34 points (son record en carrière) lors de la défaite de 114 à 109 chez les Cavaliers de Cleveland. Le 4 avril 2018, Valentine doit subir une opération, un débridement arthroscopique au genou gauche, qui l'écarte des parquets pour le reste de la saison.
Le 28 septembre 2018, Valentine se fait une entorse à la cheville gauche durant le premier jour du camp d'entraînement des Bulls et doit s'écarter des terrains entre une à deux semaines. Cependant, à la fin du mois d'octobre, les Bulls annoncent qu'il souffre d'une ecchymose à l'os et non d'une entorse et qu'il doit manquer deux semaines supplémentaires. Le 19 novembre 2018, après avoir raté les 17 premiers matches de la saison, Valentine est diagnostiqué avec une instabilité persistante à la cheville gauche. Le 27 novembre 2018, après une opération de reconstruction de la cheville gauche, il est déclaré inapte pour l'ensemble de la saison.

#### Cavaliers de Cleveland (2021)
En septembre 2021, Valentine s'engage avec les Cavaliers de Cleveland. Le 31 décembre 2021, il est envoyé aux Lakers de Los Angeles en échange de Rajon Rondo mais il est coupé par la franchise californienne.

#### Jazz de l'Utah (janvier 2022)
Le 11 janvier 2022, il signe pour 10 jours avec le Jazz de l'Utah,.

#### Départ à l'étranger (depuis 2023)
En juillet 2023, Valentine rejoint les Sydney Kings, club australien de première division.

## Palmarès

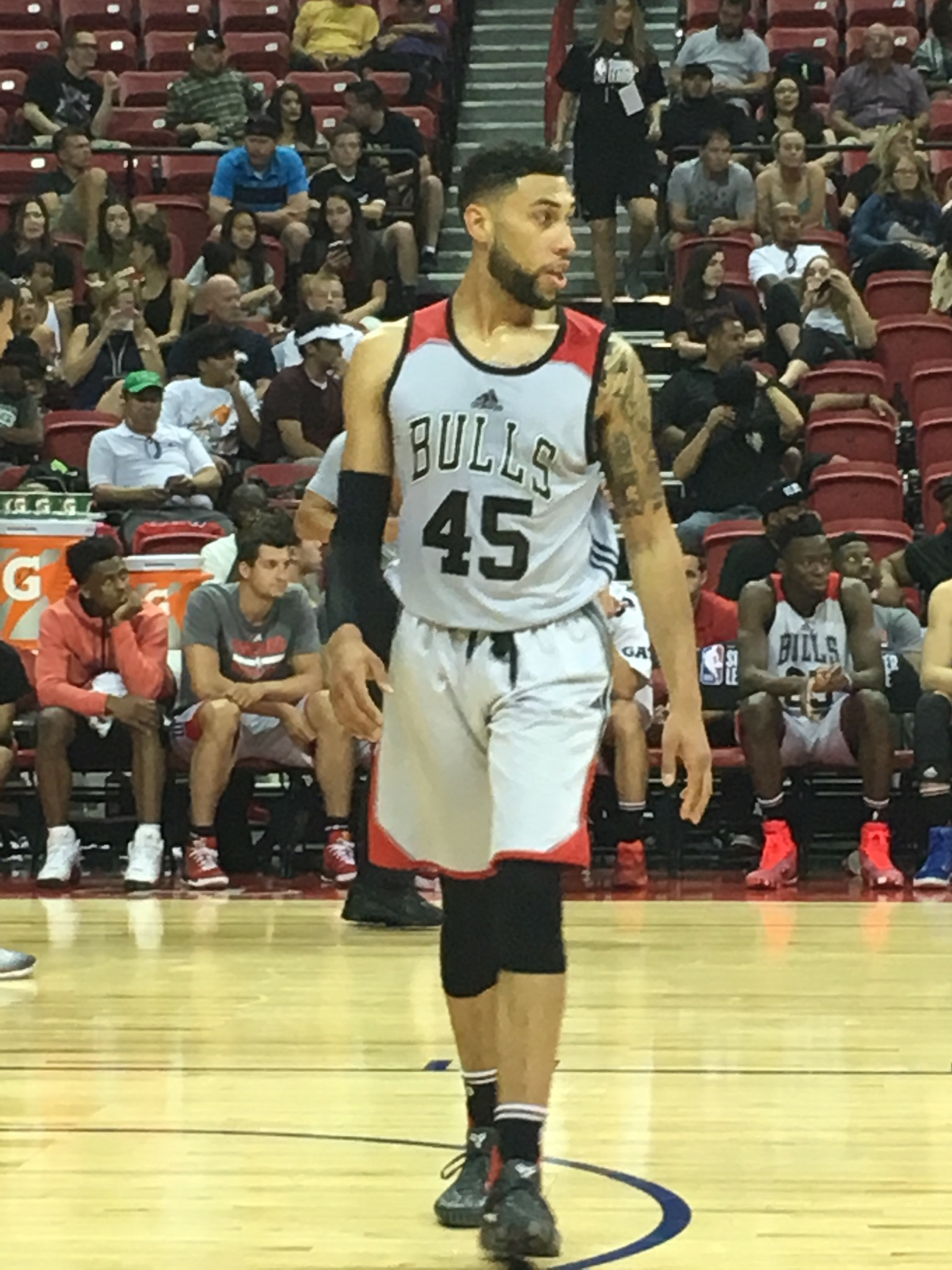
Denzel Valentine durant la NBA Summer League 2017

### Distinctions personnelles
- AP Player of the Year (2016)
- NABC Player of the Year (2016)
- Consensus first-team All-American (2016)
- Senior CLASS Award (2016)
- Julius Erving Award (2016)
- Lute Olson Award (2016)
- Big Ten Player of the Year (2016)
- First-team All-Big Ten (2016)
- Third-team All-Big Ten (2015)
- Big Ten Tournament MOP (2016)

## Statistiques

### Universitaires
Les statistiques en matchs universitaires de Denzel Valentine sont les suivantes :
| Saison    | Équipe         | Matchs | Titul. | Min./m | % Tir | % 3pts | % LF | Rbds/m. | Pass/m. | Int/m. | Ctr/m. | Pts/m. |
| --------- | -------------- | ------ | ------ | ------ | ----- | ------ | ---- | ------- | ------- | ------ | ------ | ------ |
| 2012-2013 | Michigan State | 36     | 15     | 20,8   | 44,5  | 28,1   | 66,7 | 4,14    | 2,42    | 0,78   | 0,33   | 5,00   |
| 2013-2014 | Michigan State | 38     | 33     | 29,4   | 40,9  | 38,1   | 67,7 | 6,03    | 3,79    | 0,97   | 0,32   | 7,97   |
| 2014-2015 | Michigan State | 39     | 39     | 33,2   | 44,3  | 41,6   | 82,6 | 6,28    | 4,28    | 0,90   | 0,23   | 14,54  |
| 2015-2016 | Michigan State | 31     | 30     | 33,0   | 46,2  | 44,4   | 85,3 | 7,52    | 7,77    | 1,03   | 0,23   | 19,19  |
| Total     | Total          | 144    | 117    | 29,0   | 44,3  | 40,8   | 77,9 | 5,94    | 4,44    | 0,92   | 0,28   | 11,42  |

### Professionnelles

#### Saison régulière NBA
| Saison    | Équipe    | Matchs | Titul. | Min./m | % Tir | % 3pts | % LF | Rbds/m. | Pass/m. | Int/m. | Ctr/m. | Pts/m. |
| --------- | --------- | ------ | ------ | ------ | ----- | ------ | ---- | ------- | ------- | ------ | ------ | ------ |
| 2016-2017 | Chicago   | 57     | 0      | 17,1   | 35,4  | 35,1   | 77,8 | 2,65    | 1,11    | 0,53   | 0,12   | 5,11   |
| 2017-2018 | Chicago   | 77     | 37     | 27,2   | 41,7  | 38,6   | 74,5 | 5,10    | 3,17    | 0,84   | 0,14   | 10,17  |
| 2019-2020 | Chicago   | 36     | 5      | 13,6   | 40,9  | 33,6   | 75,0 | 2,06    | 1,19    | 0,72   | 0,17   | 6,83   |
| 2020-2021 | Chicago   | 62     | 3      | 16,7   | 37,3  | 33,1   | 94,1 | 3,18    | 1,69    | 0,48   | 0,11   | 6,55   |
| 2021-2022 | Cleveland | 22     | 0      | 9,3    | 37,1  | 40,9   | 0,0  | 1,73    | 0,50    | 0,32   | 0,00   | 2,91   |
| 2021-2022 | Utah      | 2      | 0      | 9,2    | 50,0  | 33,3   | 0,0  | 2,00    | 0,00    | 0,50   | 0,00   | 2,50   |
| Total     | Total     | 256    | 45     | 18,8   | 39,4  | 36,0   | 78,7 | 3,35    | 1,82    | 0,62   | 0,12   | 7,01   |

Mise à jour le 24 septembre 2022

#### Playoffs NBA
| Saison | Équipe  | Matchs | Titul. | Min./m | % Tir | % 3pts | % LF | Rbds/m. | Pass/m. | Int/m. | Ctr/m. | Pts/m. |
| ------ | ------- | ------ | ------ | ------ | ----- | ------ | ---- | ------- | ------- | ------ | ------ | ------ |
| 2017   | Chicago | 4      | 0      | 5,5    | 33,3  | 25,0   | 0,0  | 2,00    | 0,50    | 0,00   | 0,25   | 1,25   |
| Total  | Total   | 4      | 0      | 5,5    | 33,3  | 25,0   | 0,0  | 2,00    | 0,50    | 0,00   | 0,25   | 1,25   |

Mise à jour le 28 avril 2018

#### Saison régulière D-League
| Saison    | Équipe     | Matchs | Titul. | Min./m | % Tir | % 3pts | % LF | Rbds/m. | Pass/m. | Int/m. | Ctr/m. | Pts/m. |
| --------- | ---------- | ------ | ------ | ------ | ----- | ------ | ---- | ------- | ------- | ------ | ------ | ------ |
| 2016-2017 | Windy City | 3      | 3      | 39,4   | 50,0  | 53,8   | 88,9 | 10,33   | 7,33    | 1,67   | 0,33   | 28,33  |
| Total     | Total      | 3      | 3      | 39,4   | 50,0  | 53,8   | 88,9 | 10,33   | 7,33    | 1,67   | 0,33   | 28,33  |

Mise à jour le 3 février 2017

## Records sur une rencontre en NBA
Les records personnels de Denzel Valentine en NBA sont les suivants, :
| Type de statistique        | Saison régulière | Saison régulière       | Saison régulière | Playoffs | Playoffs          | Playoffs      |
| Type de statistique        | Record           | Adversaire             | Date             | Record   | Adversaire        | Date          |
| -------------------------- | ---------------- | ---------------------- | ---------------- | -------- | ----------------- | ------------- |
| Points                     | 34               | Cavaliers de Cleveland | 17 mars 2018     | 3        | Celtics de Boston | 21 avril 2017 |
| Paniers marqués            | 13               | Cavaliers de Cleveland | 17 mars 2018     | 1        | 2 fois            | 2 fois        |
| Paniers tentés             | 20               | Cavaliers de Cleveland | 17 mars 2018     | 5        | Celtics de Boston | 28 avril 2017 |
| Paniers à 3 points réussis | 8                | Cavaliers de Cleveland | 17 mars 2018     | 1        | Celtics de Boston | 21 avril 2017 |
| Paniers à 3 points tentés  | 11               | 2 fois                 | 2 fois           | 3        | Celtics de Boston | 28 avril 2017 |
| Lancers francs réussis     | 4                | Heat de Miami          | 15 janvier 2018  | -        | -                 | -             |
| Lancers francs tentés      | 4                | 3 fois                 | 3 fois           | -        | -                 | -             |
| Rebonds offensifs          | 5                | @ Nets de Brooklyn     | 26 février 2018  | -        | -                 | -             |
| Rebonds défensifs          | 11               | 2 fois                 | 2 fois           | 4        | 2 fois            | 2 fois        |
| Rebonds totaux             | 13               | 2 fois                 | 2 fois           | 4        | 2 fois            | 2 fois        |
| Passes décisives           | 7                | 3 fois                 | 3 fois           | 1        | 2 fois            | 2 fois        |
| Interceptions              | 5                | Nuggets de Denver      | 21 mars 2018     | -        | -                 | -             |
| Contres                    | 2                | 2 fois                 | 2 fois           | 1        | Celtics de Boston | 28 avril 2017 |
| Balles perdues             | 5                | Bucks de Milwaukee     | 23 mars 2018     | 1        | 2 fois            | 2 fois        |
| Minutes jouées             | 40               | Heat de Miami          | 26 novembre 2017 | 16       | Celtics de Boston | 28 avril 2017 |

- Double-double : 6
- Triple-double : 0

Dernière mise à jour : 11 novembre 2020

## Salaires
| Année       | Équipe           | Salaire     |
| ----------- | ---------------- | ----------- |
| 2016-2017   | Bulls de Chicago | 2 092 000 $ |
| 2016-2017   | Bulls de Chicago | 2 186 400 $ |
| Total Gains | Total Gains      | 4 278 600 $ |
| 2018-2019   | Rockets          | 2 280 600 $ |
| 2019-2020   | Hawks d'Atlanta  | 3 377 569 $ |

## Vie privée
Valentine est le fils de Carlton et Kathy Valentine. Son grand frère, Drew, a joué au basket-ball à l'université d'Oakland, et il est maintenant entraîneur assistant à l'université de Loyola à Chicago. Valentine considère le joueur NBA et ancien étudiant de Michigan State Draymond Green "comme son grand frère".
Le 7 avril 2016, Valentine et son entraîneur à Michigan State, Tom Izzo (en), ont été présentés comme invités sur Dancing With the Stars où ils ont appris d'Artem Chigvintsev et Edyta Sliwinska (en).